# Претрибулационизм
Претрибулационизм (от англ. pretribulationism) — теория, гласящая, что христианская церковь избежит грядущего периода великих страданий благодаря перемещению («восхищению») её с земли по возвращении Иисуса Христа.

## Событие восхищения
В порядке исполнения пророчеств о последнем времени событие восхищения церкви идет первым. Ему не предшествуют никакие признаки и знамения. Господь не велел нам искать каких-то признаков приближения времени восхищения. Их просто не существует. Ожидать нужно самого восхищения. Восхищение — сверхъестественное событие. Внезапное удаление церкви из мира может осуществиться только силой Божьей. При восхищении церковь встретит Господа в воздухе, и это одно из ключевых отличий восхищения от второго пришествия Христа на землю.

### Три возвещающих сигнала
По описанию Павла, восхищению сопутствует три слышимых сигнала: возвещение Христа, глас архангела и труба Божья. Некоторые считают, что эти сигналы представляют собой единое небесное возвещение. И все же, хотя эти сигналы будут слышимы лишь мгновение, это разные сигналы. Кроме того, поскольку восхищение будет предварено особым возвещением, мы не можем говорить, что оно произойдет совершенно тихо и незаметно.
Вполне вероятно, что не спасенные в тот момент будут знать, что происходит нечто уникальное, сверхъестественное и удивительное, однако они не будут понимать значения происходящего. Именно так случилось на дороге в Дамаск, когда Савл из Тарса пал ниц перед воскресшим Христом, увидев Его славу на краткий миг и услышав Его слово. Спутники Савла знали, что происходит нечто из ряда вон выходящее, но не поняли ни слов Господа, ни того, что происходит (Деян. 9:7; 22:9). Аналогичным образом, когда с неба донесся глас Божий при входе Господа в Иерусалим за неделю до распятия, многие слышали звук, но не поняли слов, ибо думали, что это гром небесный или глас ангела (Иоан. 12:28-30). Возможно, так же будет и при восхищении церкви в масштабах всего творения. Неверующие будут знать, что произошло нечто невиданное, но не поймут, что это такое. Не исключено также, что величие этого события и осознание незаурядности происходяще го пробудит в людях новый интерес к духовной сфере — как с положитель ными, так и отрицательными последствиями.
Первый сигнал, звучащий при восхищении, назван возвещением. Это слово переводится как «громкий приказ» и несет в себе идею власти и не отложности. Это возвещение, судя по всему, произносит Сам Господь, хотя в тексте этого не сказано. Мы также ничего не знаем о содержании этого возвещения. Однако вполне возможно, что возвещение будет таким же, какое услышал апостол Иоанн, когда ему было сказано: «Взойди сюда» (Откр. 4:1) . Или же это будет повеление, подобное тому, что описано в Иоанна 5:28-29 — глас, повелевающий умершим выйти из своих могил.  
Второй сигнал — глас архангела. Помимо этого текста, в Библии есть еще одно упоминание архангела, в Иуды 9, и там он назван по имени — Михаил. Архангел Михаил — это либо начальствующий над всеми святыми ангелами, либо один из вождей. Поскольку ему и другим ангелам было поручено защищать народ Божий (Дан. 12:1; Евр. 1:14), возможно, именно он будет защищать святых от сатаны, когда те будут проходить через воздух, сферу его владычества. В Ефесянам 2:2 сатана именуется «князем, господствующим в воздухе», а народ Божий будет проходить именно через воздух. В тексте нет указаний, каким именно будет этот глас, но, возможно, это будет возвещением победы.
Третий сигнал — звук трубы Божьей. С того дня, когда Израиль разбил свои шатры у горы Синай, труба использовалась ими для того, чтобы созывать народ Божий на собрание. Моисею было велено сделать две серебряных трубы для возвещения событий и для «созывания общества» (Чис. 10:2). Такой же эсхатологический зов трубы соберет церковь Божью на не беса в общение с Богом в Его небесных чертогах. Об этой же трубе говорится и в 1 Коринфянам 15:52. Но не все упоминания труб в Библии относятся к восхищению церкви. Как в Израиле трубы использовались по разным поводам, так и в последнее время прозвучит несколько труб для возвещения окончания определенных событий и собрания к Господу определенных групп людей. Когда прозвучат все три возвещающих сигнала, призывающие живых и мертвых святых во славу, и вся земля услышит глас возвещения, можно предположить, что неверующие заподозрят, что происходит нечто драматическое и сверхъестественное. Как они объяснят происходящее, это уже другой вопрос.

### На облаках на воздухе
Говоря о восхищении, Павел сообщает фессалоникийцам, что верующие будут восхищены на облаках навстречу Господу. Это событие вторит вознесению Иисуса, когда облако скрыло Его из вида (Деян. 1:9). Возможно, речь идет об обычныхдождевых облаках, однако в Писании слово «облако»
часто используется как образ присутствия Божьего и славы Божьей (напр., Исх. 14: 19-24; 16: 1О; 19:9,16; 20:21; 40:34-38). Лучше всего понимать ссылку на «облака» в тексте о восхищении как указание на видимое присутствие и славу Господа. Сам Господь Иисус явится в день восхищения и возьмет Своих святых в присутствие Своей славы.
Далее Павел добавляет, что встреча с Господом произойдет «На воздухе» (1 Фес. 4: 17). Из этого можно заключить, что встреча произойдет на полпути между небом и землей. При этом важно то, что между восхищением и вторым пришествием, когда Господь Иисус телесно спустится на землю, есть четкое различие.

## Участники восхищения
Самое главное действующее лицо в восхищении — это Иисус Христос. Нам сказано, что Сам
Господь явится за Своей церковью (1 Фес.
4:16). Он не пошлет ангелов, чтобы они собрали святых во славу, но придет за церковью Сам, спустившись с небес, где Он
восседал одесную Бога Отца. Это событие касается Господа лично.
Участники восхищения — это верующие, или, по
тексту Писания, те, кто «во Христе» (1
Фес. 4:16). Пребывающие во Христе
крещены в Тело Христово Духом Святым (1
Кор. 12:13). Крещение Духом Святым началось только со дня
Пятидесятницы; Пятидесятница — это день создания церкви (Деян. 2). Поэтому в восхищении
участвуют только члены церкви, Тела Христова, поскольку только они «ВО Христе».
В восхищении будут участвовать все верующие, жившие в период между Пятидесятницей и восхищением. В текстах о восхищении нет никаких указаний на то, что кто-то из
искренних верующих в Господа будет оставлен на земле. Напротив, Павел
подчеркивает, что мы «все изменимся», то есть, получим прославленные тела в
восхищении (1 Кор. 15:51). Истинные верующие,
те, кто веруют в умершего и воскресшего Христа, все без исключения будут
участвовать в восхищении. Указание «во Христе» исключает из восхищения
ветхозаветных святых, поскольку они не были крещены в Тело Христово Духом. И,
конечно же, в восхищении не участвуют неверующие.
То, что в восхищении будут участвовать не
только живущие, но и умершие христиане, не было очевидно для многих
фессалоникийцев в первый период существования их церкви. После того как Павел
возвестил им учение о восхищении, они ожидали Иисуса буквально со дня на день.
Они ждали скорого восхищения навстречу Господу. Но когда некоторые из них стали умирать,
наступило замешательство — они заключили, что, по-видимому, в восхищении
будут участвовать только живущие христиане. Что же будет с их умершими
возлюбленными братьями и сестрами, они не знали. Павел написал им в послании,
что об умерших братьях и сестрах нет причин беспокоиться, поскольку «почившие во Христе» (эвфемизм, обозначающий смерть) также будут восхищены навстречу Господу. Более того, Павел указал порядок участия в восхищении: сначала умершие в Иисусе, затем верующие, оставшиеся в живых (1 Фес. 4:13-17). Позже в письме к коринфской церкви Павел
поясняет, что при восхищении произойдет и воскресение (1 Кор. 15:51-53). Умершие верующие, уже
пребывающие с Господом на небесах, вернутся с Ним, чтобы встретить остальных в
воздухе (1 Фесе. 4: 17). В этот момент («во мгновение ока») они облекутся в нетленные новые тела, созданные для вечности. Верующие, оставшиеся в живых, восхищаются
в тленных телах. Но эти тела мгновенно облекаются в бессмертие без необходимости проходить через смерть. Это и есть та тайна, о которой Павел говорил в 1Коринфянам 15:51. В конечном итоге, при восхищении «все» верующие изменятся.